# Канзас-Сіті Роялс

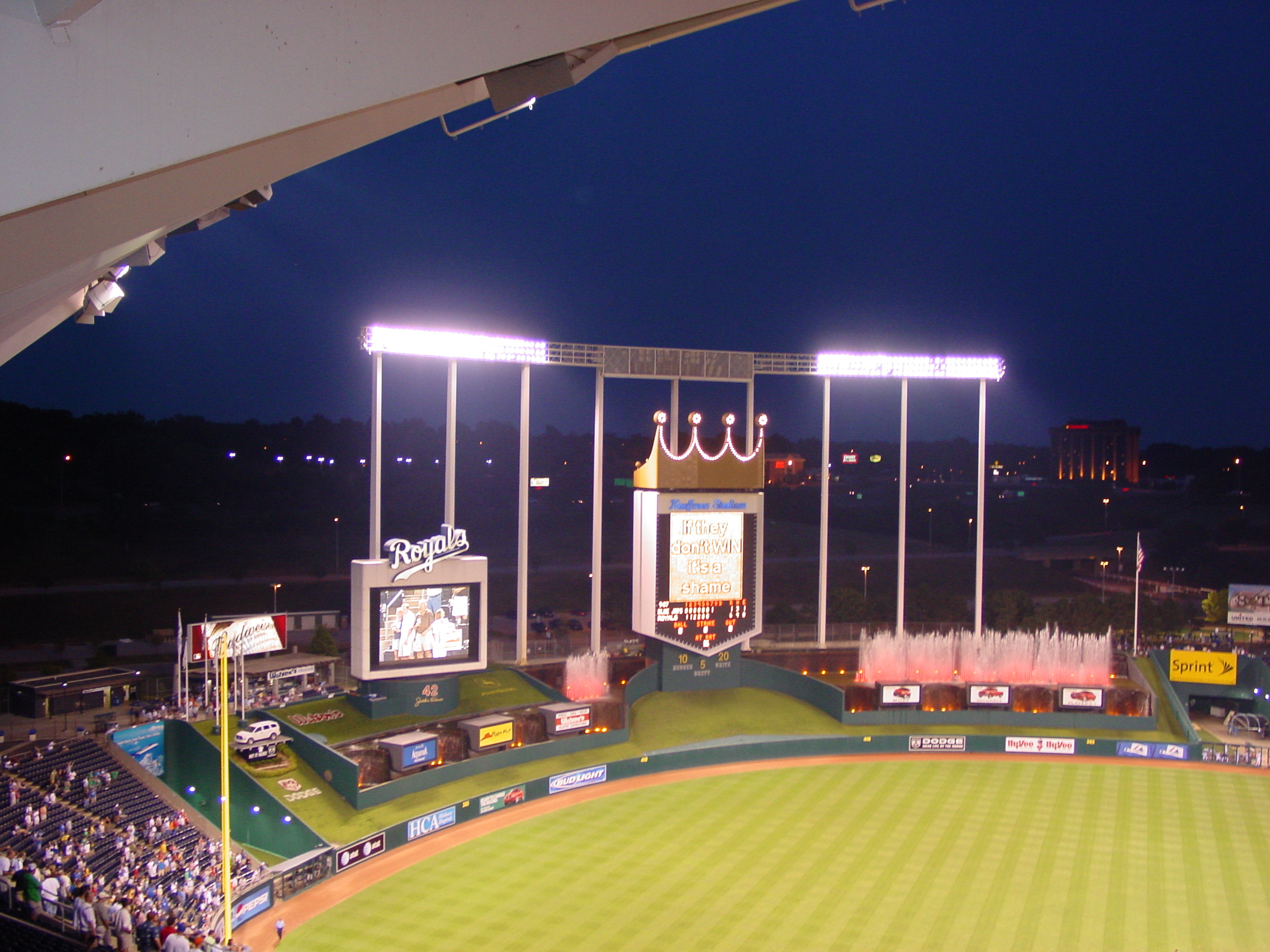
Кайфман Стадіум

Канзас-Сіті Роялс (англ. Kansas City Royals) заснована у 1969 професійна бейсбольна команда міста Канзас-Сіті у штаті Міссурі. Команда — член Центрального дивізіону, Американської бейсбольної ліги, Головної бейсбольної ліги.
Домашнім полем для Канзас-Сіті Роялс є Кайфман Стадіум.
Роялс виграли Світову серію чемпіонату Головної бейсбольної ліги у 1985 році.